# Смерть и похороны Нельсона Манделы

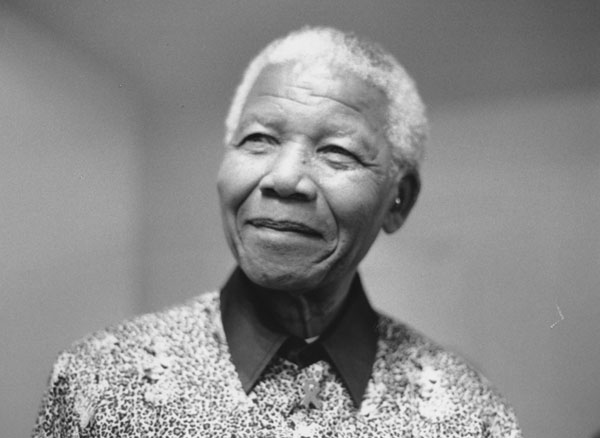
Нельсон Мандела

8 июня 2013 года Нельсон Мандела, бывший президент ЮАР, попал в больницу с рецидивом лёгочной инфекции. В ноябре правительство ЮАР подтвердило, что он находится в стабильно критическом состоянии. В течение следующих двух недель его состояние резко ухудшилось, после чего экс-президента пришлось подключить к аппарату искусственной вентиляции легких. Это произошло на фоне общего упадка здоровья Манделы: с конца 2012 года он попадал в больницу трижды. В сентябре бывшего президента выписали и отправили на лечение домой, где были созданы все необходимые условия. В течение осени сообщалось, что Мандела находится в стабильно критическом состоянии.
Мандела умер 5 декабря 2013 года в возрасте 95 лет в пригороде Йоханнесбурга Хоутон Эстейт своём доме в кругу семьи. Смерть наступила около 20:50 по местному времени (UTC+02:00). О смерти объявил президент ЮАР Джейкоб Зума.
По словам президента, все флаги в стране будут приспущены до похорон Манделы. Он будет похоронен с государственными почестями как отец нации.
В ЮАР был объявлен десятидневный траур, в Индии — пятидневный, а в Венесуэле — трехдневный.
6 декабря его перевезли в военный госпиталь, где забальзамировали тело. Похороны прошли 15 декабря 2013 года в родной деревне Цгуну (Восточно-Капская провинция, ЮАР).

## Реакция

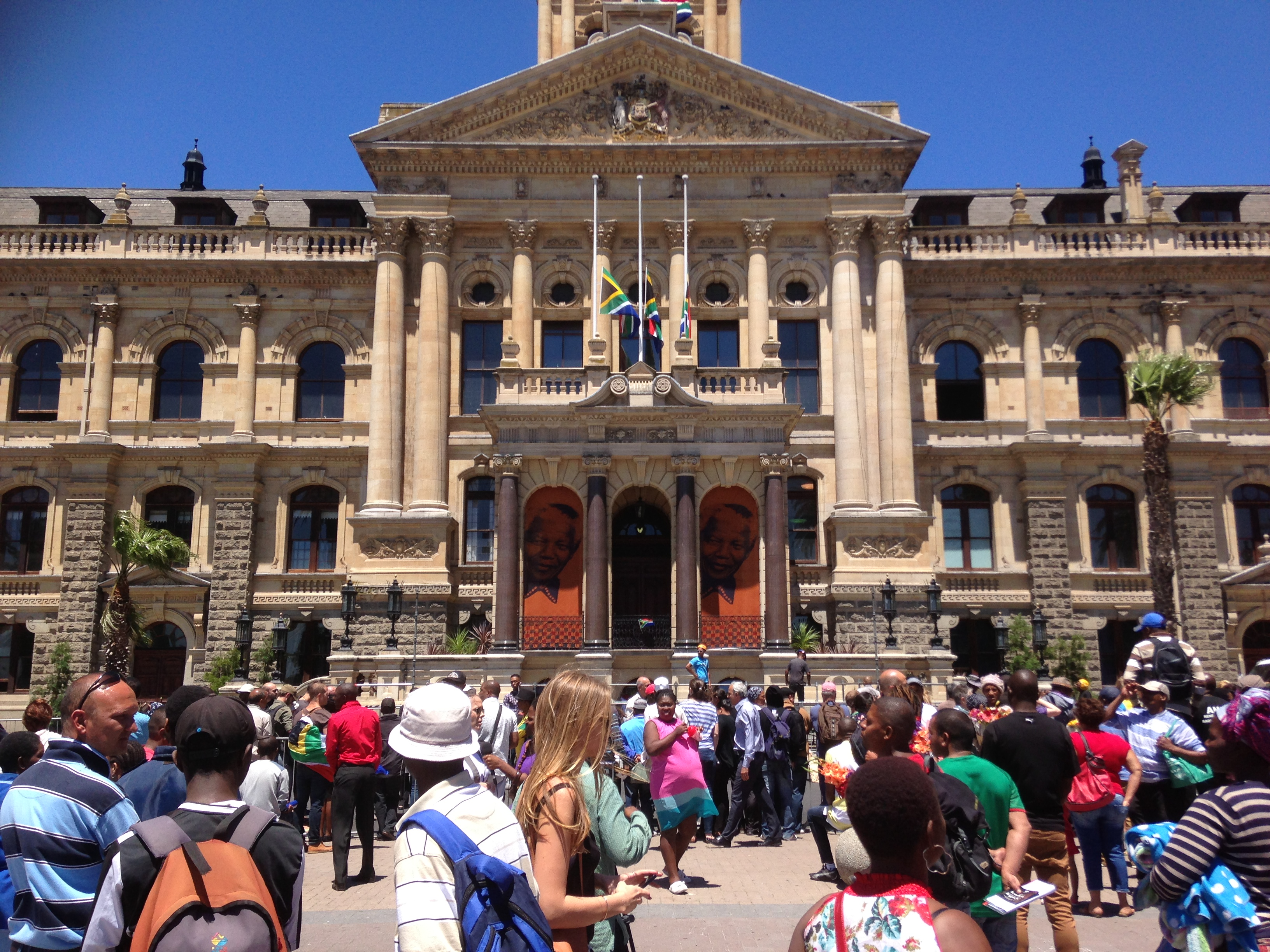
Толпа у входа в мэрию Кейптауна на следующий день после объявления о смерти Манделы

Соболезнования семье Нельсона Манделы, народу и правительству Южно-Африканской Республики выразили почти все лидеры государств, главы международных организаций и политические деятели разных стран мира.
- ЮАР: Он стоял за свободу, он боролся с угнетателями. Он хотел, чтобы все люди были свободны — Джейкоб Зума, президент ЮАР[11].

Господь был очень милостив к нам, в Южной Африке, сделав Нельсона Манделу нашим президентом в критический момент в нашей истории. Нельсон Мандела научил расколотый народ, как объединиться — Десмонд Туту, архиепископ.
Пал великий африканский баобаб, который любил всю Африку так же, как и ЮАР. Его ствол и семена будут питать землю на протяжении будущих столетий — заявление правящей партии Африканский Национальный Конгресс.
Южноафриканцы должны любить свою страну и свой народ так, как любил Мандела — Дон Маттера, поэт и общественный деятель.
- Россия: С именем Манделы неразрывно связана целая эпоха в новейшей истории Африки, ознаменованная победой над апартеидом и построением демократической Южно-Африканской Республики. Пройдя сквозь тяжелейшие испытания, он до конца своих дней остался верен светлым идеалам гуманизма и справедливости — Владимир Путин, президент РФ[15].

Мандела по праву стал главной фигурой национального примирения в ЮАР. Отдавая дань уважения этому великому сыну Африки, удостоенному в нашей стране ордена Дружбы, мы всегда будем признательны ему за большой личный вклад в развитие добрых отношений между Россией и ЮАР, которые сегодня вышли на высокий уровень стратегического партнёрства. Прошу передать слова сочувствия родным Нельсона Манделы, Правительству и всему народу ЮАР — Дмитрий Медведев, премьер-министр РФ.
Нельсон Мандела стоял и стоит в одном ряду с такими борцами за свободу и независимость, как Махатма Ганди, Джавахарлал Неру, Гамаль Абдель Насер и другими великими деятелями национально-освободительных движений XX века — Михаил Маргелов, специальный представитель президента по сотрудничеству со странами Африки.
Нельсон Мандела был большим другом нашей страны. Выступая в 2002 году на церемонии вручения ему Ленинской премии мира, присужденной ещё в 1990-м году, он заявил: «Помощь Советского Союза и других социалистических стран особенно выделялась в общем контексте международной поддержки нашей борьбы. Правительства и народы социалистического лагеря предоставляли материальную, моральную и политическую поддержку нашей борьбы в такой форме и в таких масштабах, за которые мы в неоплатном долгу».
Нельсон Мандела ещё при жизни стал мировой легендой, символом несгибаемости и готовности к самопожертвованию в борьбе за национальное освобождение. Однако он был и до конца жизни оставался исключительно скромным, добрым человеком с удивительно симпатичной улыбкой, с превосходным чувством юмора.
Обращаюсь ко всем членам и сторонникам КПРФ с призывом почтить память этого великого борца за свободу. Мы всегда будем хранить эту память! — Геннадий Зюганов, председатель КПРФ.

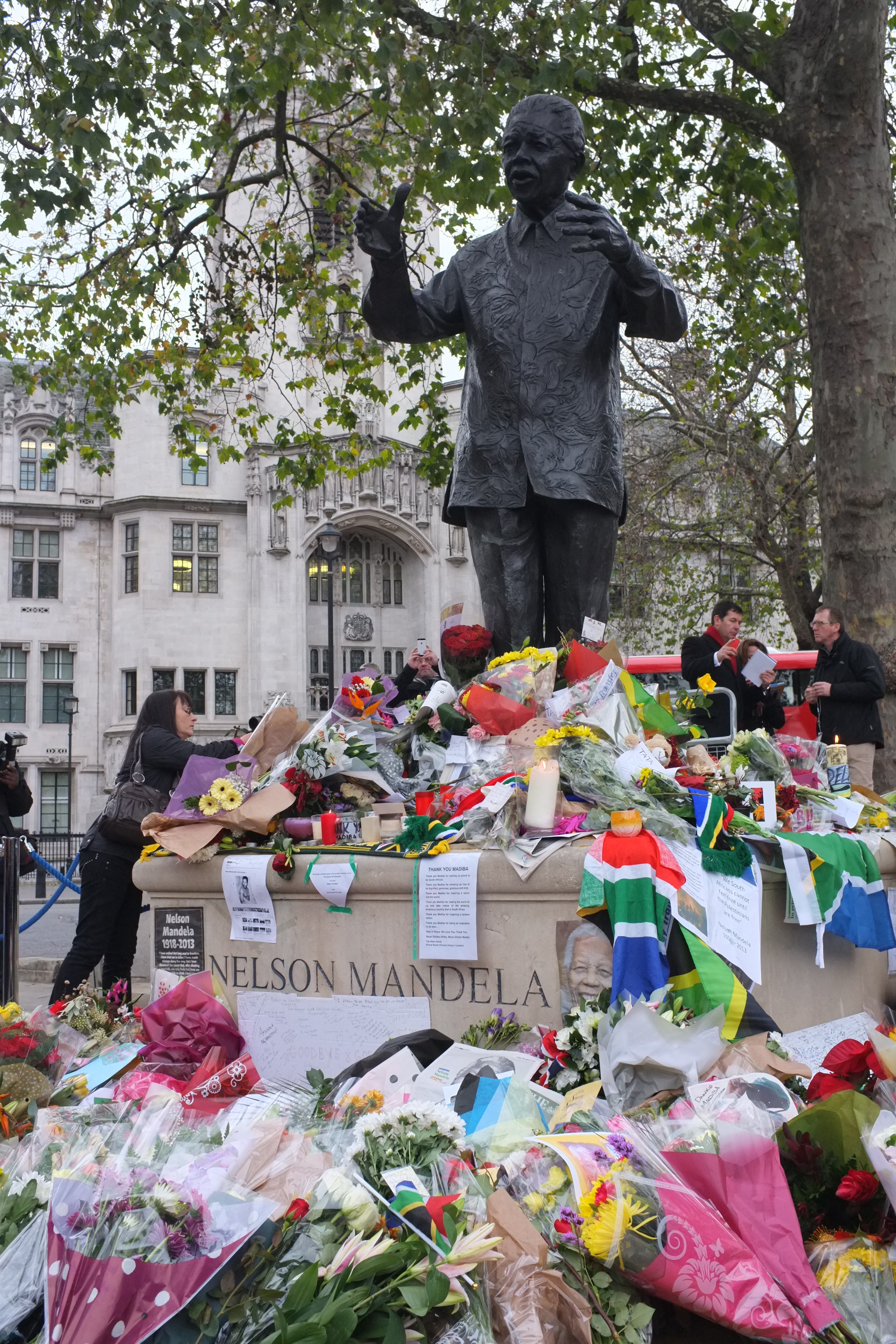
Цветы у памятника Нельсону Манделе, Лондон

- Великобритания: Он неустанно работал на благо своей страны и оставил нам в наследство мир в Южной Африке- Её Величество с теплотой вспоминает о своих встречах с Нельсоном Манделой и выражает соболезнования его семье и народу ЮАР в это тяжёлое время — Королева Великобритании Елизавета II[12].

Мир покинул великий свет. Нельсон Мандела был героем нашего времени. Я распорядился наполовину приспустить флаг над домом номер 10 — Дэвид Кэмерон, премьер-министр Великобритании.
Мир утратил великого героя нашего века. Нельсон Мандела продемонстрировал нам истинный смысл понятий мужества, надежды и примирения. Глубокие соболезнования Грасе Машел (супруге Манделы), его семье, друзьям и всему народу Южной Африки — Эд Милибэнд, лидер Лейбористской партии Великобритании.
Он был невероятно скромным человеком. Он был очень добрым, благородным человеком во всех своих поступках — Тони Блэр, бывший премьер-министр Великобритании.
- США: Он достиг большего, чем мог надеяться достичь человек. Он был одним из самых влиятельных и отважных в мире людей. Нельсон Мандела принадлежит не нам, а вечности. Я принадлежу к бесчисленным миллионам людей, для кого жизнь Нельсона Манделы послужила вдохновением. Моим первым в жизни политическим поступком, действием, которое имело отношение к политике, был протест против апартеида. Я изучал его выступления и его статьи. В день когда его выпустили из тюрьмы, я понял, как многого может добиться человек, если он руководствуется своими надеждами, а не своими страхами. И. как многие другие на всей Земле, я не могу представить себе свою жизнь без того примера, который подал Нельсон Мандела, и пока я живу, я буду и дальше учиться у него.

Мишель и я выражаем Грасе Машел наши глубочайшие соболезнования и благодарность за то, что вместе с ней мы жили рядом с этим выдающимся человеком. В его жизни ему часто приходилось надолго разлучаться с теми, кто любил его больше всех. Надеюсь, что последние недели, проведённые рядом с ним, принесли его семье душевный покой и утешение.
Обращаясь к южноафриканскому народу, хочу сказать, что ваш пример обновления, и примирения, и твёрдости придаёт нам силы. Свободная, мирно живущая Южная Африка — это пример, который Мадиба подал всему миру, и это его наследие стране, которую он любил — Барак Обама, президент США.
Его долгий путь к свободе придал новое значение смелости, прощению и человеческому достоинству. Теперь, когда этот путь подошел к концу, его пример по-прежнему живёт для всего человечества. Его будут помнить как первопроходца мира — Джон Керри, госсекретарь США.
- Индия: Мандела был истинным гандистом и большим другом Индии. Индийцам очень близки идеалы национального единения и гармонии, которые отстаивал Мандела — Манмохан Сингх, премьер-министр Индии[21].

Мандела — это выдающийся политический деятель, лидер мирового масштаба, настоящий источник вдохновения для всего человечества. Мандела был большим другом нашей страны, а его вклад в укрепление двусторонних связей навсегда останется в нашей памяти — Пранаб Мукерджи, президент Индии.
- Германия: Вместе с народом ЮАР мы в Германии — в трауре по Нельсону Манделе. Его имя будет навсегда связано с борьбой против угнетения своего народа и победой над режимом апартеида — Ангела Меркель, канцлер ФРГ[13].

- Франция: Неутомимый борец с апартеидом, он сокрушил его своей храбростью, своей настойчивостью и упорством. Его послание не исчезнет, оно продолжит вдохновлять других борцов за свободу и внушать уверенность людям, отстаивающих правое дело и общечеловеческие права — Франсуа Олланд, президент Франции[13].

- Венесуэла: В честь такого гиганта, как Нельсон Мандела, я решил от имени всей Венесуэлы объявить трехдневный траур на родине Боливара и Чавеса! Из Венесуэлы мы шлем тебе нашу любовь любовь — Николас Мадуро, президент Венесуэлы[13].

- Китай: Китайский народ всегда будет помнить выдающийся вклад Нельсона Манделы в развитие отношений КНР и ЮАР и прогресс человечества — Си Цзиньпин, председатель КНР[13].

- Мексика: Такие люди, как он, никогда не умирают — Лаура Рохас, мексиканский сенатор.

- Европейский союз: Это очень грустный день не только для ЮАР, но и для всего международного сообщества. Мы оплакиваем кончину одного из величайших политиков современности — заявление Евросоюза[13].

- ООН: Я никогда не забуду его самоотверженности и глубокого чувства общей устремленности. Никто в наше время не сделал больше для того, чтобы продвинуть ценности и устремления ООН. Нельсон Мандела показал, что возможно в нашем мире и внутри каждого из нас — если мы верим — как можно и мечтать, и работать во имя справедливости и человечества — Пан Ги Мун, генеральный секретарь ООН[19].

Его жизненный путь борьбы с расовым порабощением и решающая роль в формировании мирного перехода к единой и демократической Южной Африке стали неизгладимым наследием для его страны и всего мира. Члены Совета Безопасности выражают свою солидарность с народом Южной Африки в это время скорби. Президент Нельсон Мандела навсегда останется в памяти как тот, кто отдал столько своей жизни на борьбу за свободу с тем, чтобы у миллионов было светлое будущее — заявление Совета Безопасности ООН.
- Тибет: Он был храбрым и принципиальным человеком неоспоримого достоинства, одним из тех людей, про кого мы можем сказать, что они прожили полную смысла жизнь. Внести свой вклад в единство человечества и работать ради мира и согласия так же, как это делал он, — это лучшее что мы можем сделать, чтобы почтить его память — Далай-лама XIV[13].

## Церемония прощания на стадионе Соккер Сити

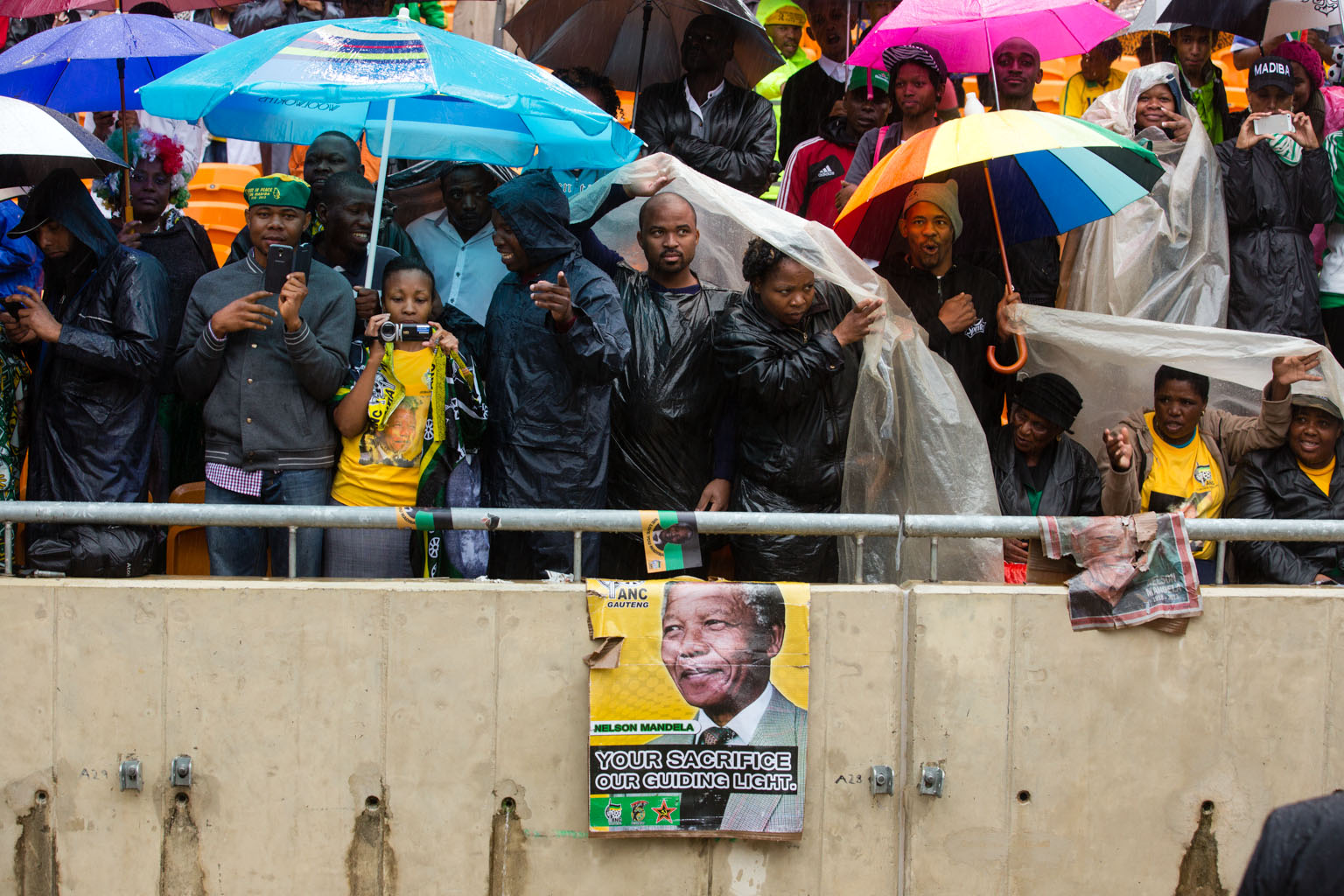
Люди под дождём на стадионе Соккер Сити

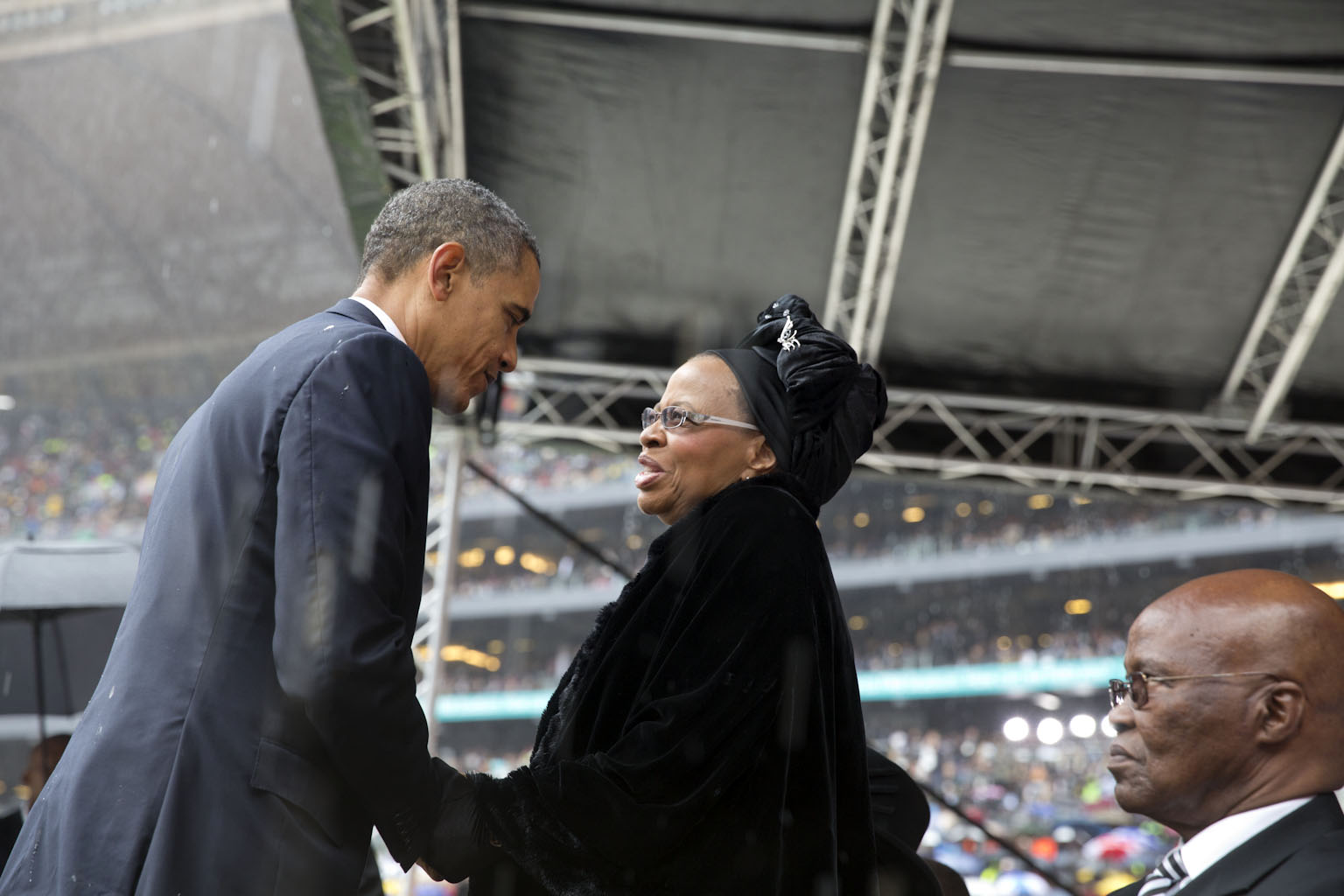
Барак Обама приносит соболезнования Грасе Машел, вдове Нельсона Манделы

Церемония прощания с экс-президентом ЮАР Нельсоном Манделой прошла на футбольном стадионе Соккер Сити в Йоханнесбурге 10 декабря 2013. Эта дата выбрана неслучайно, так как именно в этот день в 1996 году Мандела подписал первую постапартеидную конституцию. В последний раз Нельсон Мандела, выступал здесь публично на открытии чемпионата мира по футболу в 2010 году.
Церемония транслировалась на больших экранах на трёх других стадионах страны и по всему миру. Несмотря на проливной дождь десятки тысяч граждан ЮАР собрались на стадионе в Йоханнесбурге на мемориальную службу.
Перед собравшимися выступили южноафриканские политики и религиозные лидеры, друзья и внуки Нельсона Манделы.
Президент ЮАР Джейкоб Зума несколько раз в своей речи подчеркнул уникальность Нельсона Мандела и его особую роль в примирении народа Южной Африки после отмены апартеида. «Каждый пережил свой „момент Мадибы“. Эта икона вошла в нашу жизнь», — сказал Зума, — «В память о нём мы продолжим строить нацию, в основе которой будут демократические ценности, человеческое достоинство и демократия». При этом каждое появление на экранах президента ЮАР Джейкоба Зумы встречалось неодобрительными возгласами, а бывшему президенту Табо Мбеки радостно аплодировали. Появление президента Зимбабве Роберта Мугабе тоже было встречено с радостью и одобрением.
Министр обороны ЮАР Носививе Маписа-Нкакула сказала, что дождь — «это благословение предков, которые приветствуют сына своей земли».
На церемонии также присутствовали британский премьер-министр Дэвид Кэмерон вместе со своим заместителем Ником Клеггом. Среди гостей находились и бывшие британские премьер-министры Гордон Браун, Тони Блэр и Джон Мейджор, а также лидер оппозиции Эд Милибанд. Три бывших американских президента — Джордж Буш, Билл Клинтон и Джимми Картер — также присутствовали на стадионе. В соседнем с ними ряду сидели бывший и нынешний президенты Франции Николя Саркози и Франсуа Олланд. Россию представляла председатель Совета Федерации Валентина Матвиенко. Среди отсутствующих — премьер-министр Израиля Биньямин Нетаньяху, а также Далай-лама XIV.

#### Выступление Барака Обамы и рукопожатие с Раулем Кастро
При появлении президента США Барака Обамы толпа буквально взревела от восторга. Приветствуя на трибуне для почётных гостей других мировых лидеров, Обама пожал руку кубинскому руководителю Раулю Кастро, и перебросился с ним несколькими фразами.
По словам президента Обамы, Нельсон Мандела стал примером борьбы за равенство для всего мира. Он поблагодарил народ Южной Африки за то, что южноафриканцы «делятся» наследием «великого освободителя XX века» со всей планетой.
Как отметил Обама, своим примером Мандела освободил не только заключённых, которые боролись с апартеидом, но и самих тюремщиков.
«Он даёт мне возможность быть лучше, он обращается ко всему лучшему, что есть в нас», — сказал американский лидер.
Президент США призвал продолжать борьбу с неравенством, бедностью и расизмом.
Барак Обама закончил свою речь такими словами:
После того, как мы предадим земле прах этого великого освободителя, вернёмся в свои города и деревни, вернемся к своим повседневным занятиям, давайте будем черпать в нем силу. Давайте будем искать в своей душе ту широту духа, которая была свойственна ему. И когда настанет ночь, и несправедливость тяжестью ляжет на наши сердца, и все наши самые лучшие планы покажутся несбыточными, давайте вспомним о Мадибе, вспомним те слова, которые придавали ему силы в четырех стенах его заточения: «Не важно, что врата узки, меня опасность не страшит. Я – властелин своей судьбы, я – капитан своей души».

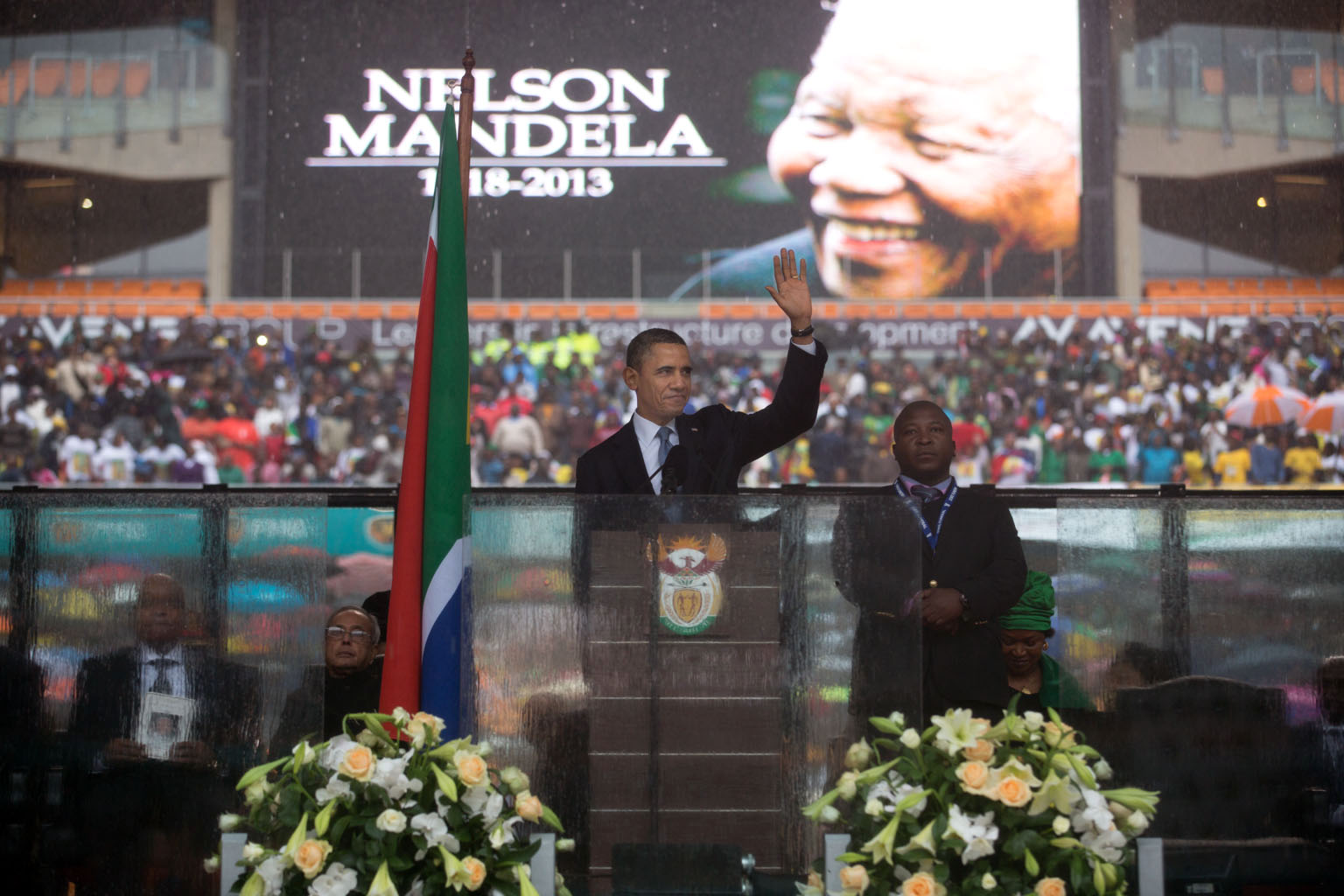
Барак Обама на трибуне на церемонии прощания

Это была великая душа. Его всегда будет нам не хватать. Да благословит Господь память Нельсона Манделы. Да благословит Господь народ Южной Африки.
Рукопожатие Обамы и Кастро обернулось скандалом в США, в частности сенатор Джон Маккейн сравнил поступок Обамы с рукопожатием между британским премьер-министром Невиллом Чемберленом и лидером нацистской Германии Адольфом Гитлером в 1938 году. Конгрессмен Илеана Рос-Лейтинен спросила госсекретаря Джона Керри, означает ли решение Обамы пожать «запятнанную кровью» руку Кастро смягчение внешней политики США. Керри ответил, что не означает.

#### Казус с селфи
Президент США Барак Обама и премьеры Великобритании Дэвид Кэмерон и Дании Хелле Торнинг-Шмитт сфотографировали себя на телефон на церемонии прощания с экс-президентом ЮАР. При этом сидящая рядом супруга американского лидера Мишель Обама не принимает участие в групповом фото. После этого СМИ и общественность раскритиковали их селфи. The Times отметило, что первый чернокожий президент США на прощании с первым чернокожим президентом ЮАР не только фотографировался, но и «хихикал и игриво похлопывал» датскую коллегу. Журналист The Guardian Джейсон Фейфер признался, что именно он запустил на сервисе Tumblr проект «похоронных selfie» и сделал автопортреты, сделанные на похоронах, одним из трендов 2013 года. Фотографию Обамы, Кэмерона и Шмидт он назвал «самым эпичным похоронным selfie всех времен». Фотокорреспондент Agence France-Presse Роберто Шмидт не увидел в этом ничего шокирующего, и заметил, что, возможно, сам бы так поступил: «Южноафриканцы вокруг меня на стадионе плясали, пели и смеялись в память об ушедшем лидере. Это было больше похоже на карнавальную атмосферу, совсем не траурную». Он добавил, что, вопреки всеобщему мнению, Мишель Обама вовсе не была рассержена на своего супруга за то, что он фотографируется с коллегами: «Фотографии лгут. В реальности всего за несколько секунд до этого первая леди сама шутила с людьми, сидящими вокруг неё, включая Кэмерона и Шмитт».

#### Скандал с сурдопереводчиком
Сурдопереводчик Тамсанцга Джанчи, работавший на церемонии прощания, изображал вместо языка жестов бессмысленные знаки. «Его жестикуляция и мимика не соответствовали тому, что говорил диктор», — заявил австралийскому телеканалу SBS Браам Джордан, представитель молодёжной секции Всемирной федерации глухих. Джордан назвал произошедшее позорным и унизительным, поскольку весь мир наблюдал за прощанием с южноафриканским борцом с апартеидом, и только глухие вынуждены были наблюдать таинственные знаки, которые изобретал сурдопереводчик.
Позже Тамсанцга Джанчи сообщил, что работает в компании SA Interpreters старшим переводчиком и что у него случился приступ шизофрении. Он сказал, что потерял концентрацию во время мероприятия, так как начал слышать непонятные голоса. «Я ничего не мог поделать. Я был один, в очень опасной ситуации, — пожаловался он в интервью йоханнесбургской газете Star. — Я пытался контролировать себя, чтобы не показать всему миру, что происходит. Мне очень жаль». 11 декабря 2013 года Институт переводчиков Южной Африки заявил, что жалобы на работу Джанчи были и раньше, но правящая партия не приняла никаких мер. Правительство расследует произошедшее. В среду кабинет министров заверил жителей страны, что власти ЮАР стоят на защите «прав и достоинства людей с ограниченными возможностями». Позже выяснилось, что фальшивый сурдопереводчик Тамсанцга Джанчи ранее проходил обвиняемым по нескольким уголовным делам.

## Церемония прощания в Здании союза в Претории
11 декабря гроб с телом Манделы, покрытый флагом ЮАР, провезли по городу в сопровождении кортежа мотоциклистов под аплодисменты и крики жителей, и доставили в Здание союза, который находится в Претории. Именно в этом здании Мандела был приведён к присяге в качестве президента в 1994 году.

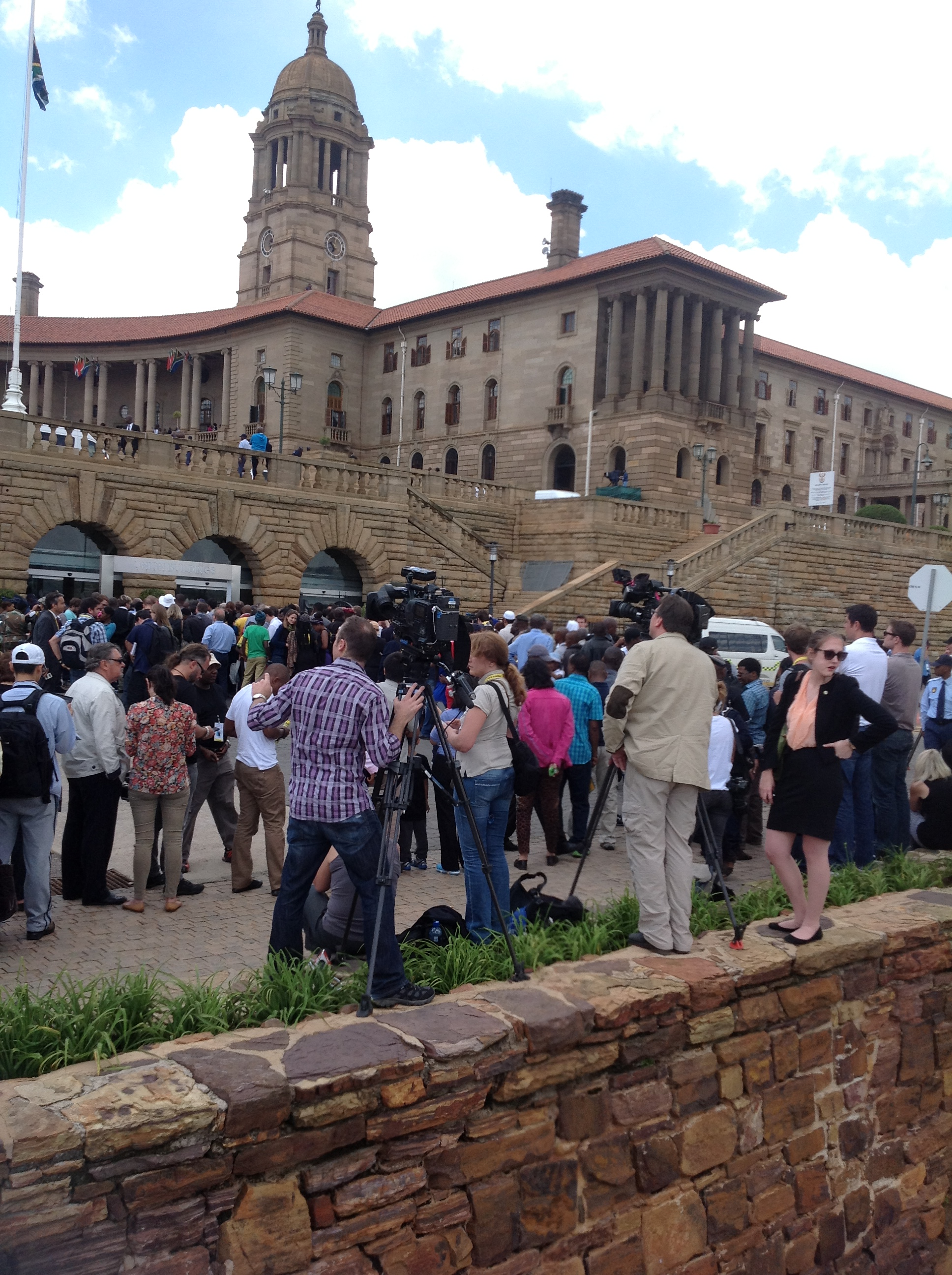
12 декабря 2013 г. Второй день прощания в Здании союза

Тело борца с апартеидом было выставлено для прощания в течение трёх дней. Прийти проститься с Нельсоном Манделой смогли все желающие, однако пришли тысячи человек, которые выстроились в многокилометровую очередь, растянувшуюся на весь центр столицы ЮАР Претории, и многие не попали к гробу.
Вечером 11 декабря на стадионе Кейптаун прошёл бесплатный концерт в память о бывшем президенте.
13 декабря период прощания с телом экс-президента ЮАР Нельсона Манделы, длившийся три дня, подошел к концу. По данным южноафриканских властей, проститься с борцом с апартеидом в Здании союза в Претории пришли около 100 тысяч человек. Властям пришлось ограничивать проход из-за огромных очередей. В какой-то момент толпа попыталась прорваться через барьеры, чтобы попасть к гробу Манделы, но её остановила полиция.
Утром 14 декабря руководители правящего Африканского национального конгресса и представители Южно-Африканской коммунистической партии простились с Нельсоном Манделой. Гроб с телом первого чернокожего президента ЮАР, обернутый в государственный флаг, был перевезен рано утром из столичного военного госпиталя на авиабазу под Преторией, где и прошло прощание.
Как и тысячи людей в ходе трехдневного прощания с Мадибой, южноафриканский президент Джейкоб Зума спел в песню в память об усопшем.
Он назвал Манделу «гигантской фигурой» и «демократом, понимавшим мир». «Он был нашим отцом, он был нашим опекуном, — заявил Джейкоб Зума. — Мы всегда будем хранить его в наших сердцах».
Далее в течение дня самолёт с гробом отправился из Претории в город Мтата, в котором находится ближайший к родной деревне Манделы аэропорт. А оттуда в Цгуну, где в воскресенье состоятся похороны.

#### Инцидент с фотографией в твиттере
Власти ЮАР призвали пользователей социальных сетей отказаться от публикации посмертной фотографии бывшего президента страны Нельсона Манделы, которая появилась в интернете на сайте Twitter. В правительстве заявили, что официальных посмертных фотографий Манделы опубликовано не будет. Родственники южноафриканского лидера специально просили не допустить распространения такого рода изображений.

## Государственные похороны
Утром 15 декабря 2013 года гроб с телом Нельсона Манделы на военном самолёте южноафриканских ВВС был доставлен в Мтату, в 32 километрах от Цгуну, где его водрузили на катафалк и на орудийном лафете с похоронным оркестром торжественно перевезли в Цгуну. Вдоль дорог по пути следования кортежа собрались толпы. Многие размахивали флагами и пели. После этого гроб с телом Манделы покрыли львиной шкурой. Похоронная церемония представляет собой сплав элементов государственных похорон с племенными традициями коса, в частности участники церемонии забили быка. Рядом с гробом должен находиться старейшина семьи, который говорит с «духом тела» и объясняет ему, что с ним будет происходить дальше.
Ночью гроб находился под охраной членов его семейного клана — Мадиба. Участники традиционного ночного бдения перечисляли события из жизни Манделы, рассказывая о нём духам его предков, которые, как считается, готовятся принять покойного в свой мир. Проводы Манделы проходят в гигантском белом шатре, специально возведённом для этого случая.
На торжественной церемонии прощания выступили друзья и родные Нельсона Манделы. Его внучка, в частности, сказала:
«Мы будем скучать по тебе» Татум Кулу. Нам будет не хватать твоего строгого голоса, когда ты не был доволен нашим поведением. Мы будем помнить уроки, которым ты учили нас, всю нашу жизнь. Мы будем подавать пример, как это делал ты и будем приносить пользу Южной Африке ".
Выступил и действующий президент ЮАР Джейкоб Зума. Он пообещал хранить наследие Манделы.
«От всего сердца благодарю Вас за то, что Вы посвятили всю свою жизнь построению свободной и демократической Южной Африки, в которой все могут жить в равенстве и достоинстве. Мы продолжим идти по этому пути и укреплять демократическое и свободное от расовых предрассудков общество, о котором Вы, отец наш, мечтали».
Ожидалось, что похороны посетят около 4 тысяч человек, среди которых будут правительственные делегации из 59 стран. Британию на похоронах представлял Чарльз, принц Уэльский. На церемонию также прибыли президенты нескольких африканских стран, князь Монако Альберт II, а также послы России, Украины, США, Великобритании и вице-президент Ирана.
После торжественной церемонии прощания гроб с телом Нельсона Манделы вынесли из шатра и погрузили на артиллерийский лафет, который остановился у места захоронения, а затем почётный караул, включающий в себя представителей всех родов войск, донёс гроб с телом Манделы до могилы, и опустили в землю под оружейный салют и исполнение гимна Nkosi Sikelel' iAfrika («Боже, храни Африку»), а рядом с его могилой выставили почётный караул. На кладбище допустили лишь 400 человек, в том числе его вдову Грасу Машел и нынешнего президента ЮАР Джейкоба Зуму.
Похороны Нельсона Манделы прошли в родной деревне Цгуну 15 декабря 2013 года около 14:50 по московскому времени.
16 декабря 2013 года у Здания союза в Претории был установлен девятиметровый памятник Нельсону Манделе. Церемония открытия памятника ознаменовала окончание десятидневного траура по нему и совпало по времени с отмечающимся в ЮАР 16 декабря Днем единения нации, символизирующим конец режима апартеида. Скульптор изобразил бывшего президента стоящим с распростёртыми объятиями. Как пояснил на церемонии открытия памятника Джейкоб Зума, данный жест символизирует любовь Манделы к своему народу.